# Amalie Vanotti

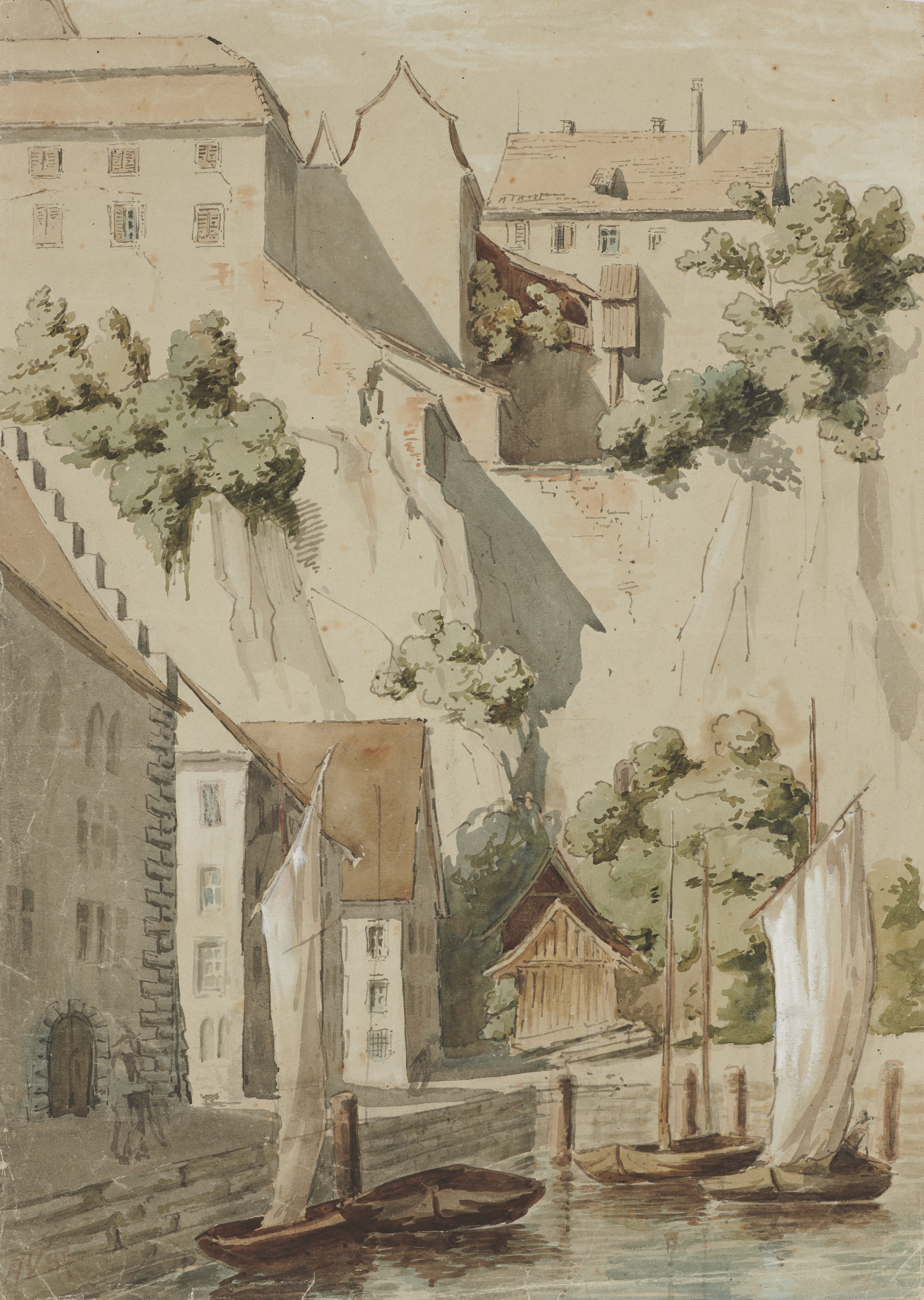
Amalie Vanotti: Meersburg, Blick auf Felsen und Oberstadt (beschnitten), 1891

Marie Louise Amalie Vanotti, verheiratete Amalie Schenk-Vanotti (* 1. Februar 1853 in Konstanz; † 7. Juli 1936 in Ettlingen) war eine deutsche Malerin und Grafikerin.

## Leben
Amalie Vanotti kam am 1. Februar 1853 als drittes Kind des Arztes Eduard Blasius Vanotti (1809–1869) und dessen Frau Caroline Amalie Friderike, geb. Stoesser (1815–1893), in Konstanz zur Welt. Sie hatte drei Schwestern: Anna (1843–1910), Maximiliane Marie Luise (1850–1853) und Maria (1854–1934). Schon früh wurde die Weltsicht der jungen Malerin von angesehenen und geistig hochstehenden Persönlichkeiten geprägt, die in ihrem gastlichen Elternhaus verkehrten. Früh zeigte sich ihr künstlerisches Talent; 1877/80 wurde sie nach ersten eigenen Studien in Karlsruhe Privatschülerin des Norwegers Hans Fredrik Gude, der an der dortigen Kunstakademie Landschaftsmalerei unterrichtete. 1880/81 kehrte Vanotti an den Bodensee zurück und begann selbst Kunst zu lehren. Mit ihren Schülern, zu denen u. a. Otto Marquard zählte, mit dem sie zwischen 1905 und 1911 einen angeregten Briefwechsel unterhielt, unternahm Vanotti vor allem in den Sommermonaten Ausflüge. Ihre Skizzenbücher belegen Reisen nach Holstein und Kopenhagen (1882), in die Normandie (1884), nach Rügen (1886) und rund um den Bodensee und in die Schweiz. 1888 logierte auch sie im Gasthof Adler in Ermatingen. 1883 nahm Vanotti nochmals ein Semester Privatstunden bei Theodor Her in München und belegte auch immer wieder Ferienkurse in Karlsruhe. 1912 heiratete sie den Arzt  Heinrich Schenk und zog mit ihm nach Ettlingen. 

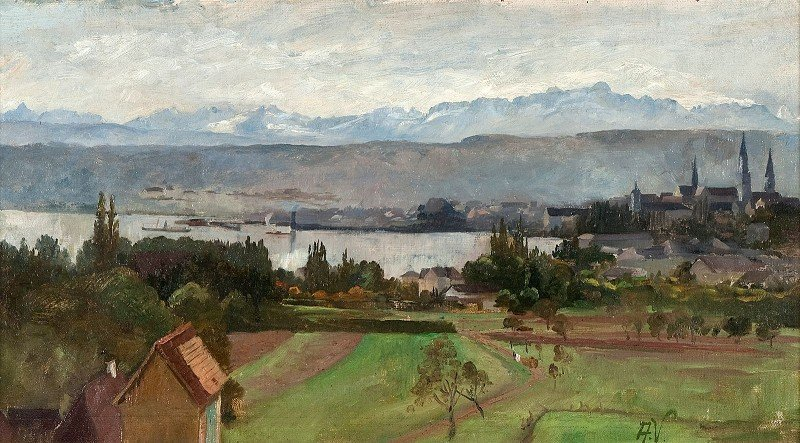
Amalie Vanotti: Blick auf Konstanz, o. J.

 Obwohl Amalie Vanotti, wie ein Artikel anlässlich ihres 80. Geburtstages in der Konstanzer Zeitung vom 4. Februar 1933 berichtet, zu ihren Lebzeiten große Bekanntheit genoss und ihre Arbeiten weit verbreitet waren, sind diese heute kaum noch aufzufinden. 
Viele ihrer Werke befinden sich in Privatsammlungen Konstanzer Bürger. Amalie Vanotti starb am  7. Juli 1936 Ettlingen.

## Ausstellungen
Amalie Vanotti nahm an mehreren Ausstellungen und Kulturveranstaltungen im Bodenseeraum teil, unter anderem 1885 an der Schweizerischen Kunst-Ausstellung in Konstanz. Gemeinsam mit Berta Dietsche und Elise Brunner stellte sie in Konstanz aus. Zeit ihres Lebens engagieren sich die drei Künstlerinnen über mehrere Jahrzehnte auf Ausstellungen des Schweizerischen Kunstvereins.
Im Rahmen der Baumaßnahmen an der Bodensee-Therme Konstanz war es der Bädergesellschaft 2014 gelungen, eines der großformatigen Panoramabilder Vanottis zurück nach Konstanz zu holen. Das Spätwerk der Künstlerin zeigt die Niederburg mit dem Konstanzer Trichter und der Alpenkette. Standort der Konstanzerin muss das heutige Rheinstrandbad gewesen sein. Präsentiert wird das 200 × 70 cm große Bild im Kaminzimmer im Saunabereich der Therme.
Zwischen dem 9. Mai und dem 30. August 2020 sind Werke von Amalie Vanotti im Rahmen der Ausstellung Beruf: Künstlerin! Zehn deutsche Malerinnen am Bodensee, organisiert von der Städtischen Wessenberg-Galerie,  Konstanz.

## Rezeption
Obwohl Amalie Vanotti zu Lebzeiten auf Ausstellungen vertreten war und ihr Werk von den Zeitgenossen rezipiert wurde, ist sie inzwischen in Vergessenheit geraten. 1933 erschien in der Konstanzer Zeitung ein Nachruf, der ihre Bedeutung hervorhebt. Nach ihrem Tod finden sich keine weiteren Erwähnungen.

## Werke (Auswahl)
- o.T. (Blick auf den Konstanzer Rheintorturm vom Rhein aus) vor 1913, Graphik, 30 × 23,5 cm, Städtische Wessenberg-Galerie Konstanz.
- o.T. (Landschaft mit Eisenbahnviadukt bei Plauen) 1919, Öl auf Leinwand / Malkarton, 21,5 × 45,7 cm, Städtische Wessenberg-Galerie Konstanz.
- Konstanz, Rosgartenstraße vor 1900, Aquarell, 27,5 × 18 cm, Rosgartenmuseum Konstanz.
- Bauernhof im Wald o. J., Gouache, 27,3 × 35,7 cm, Rosgartenmuseum Konstanz.
- Meersburg, Blick auf Felsen und Oberstadt 1891, Aquarell auf grünlichem Papier, 44,6 × 31,5 cm, Rosgartenmuseum Konstanz.
- Schloss Bürglen bei Weinfelden im Thurgau um 1890, Aquarell auf grünlichem Papier, 44,8 × 34,2 cm, Rosgartenmuseum Konstanz.
- o.T. (Niederburg mit dem Konstanzer Trichter und der Alpenkette) 1906, Öl auf Leinwand, 200 × 70 cm, Bodenseetherme Konstanz.
- Blick von Bottighofen nach Münsterlingen o. J., Graphik, 21,4 × 42 cm, Rosgartenmuseum Konstanz.
- Weitere Bilder (ohne Abbildungsnachweis ausgestellt und zum Verkauf angeboten um 1885 und 1887): Konstanz vom Schweizer-Ufer o. J., Loretto bei Konstanz o. J., Ofenschirm, Seerosen, Iris o. J.